# روب ستوري
روب ستوري (بالإنجليزية: Rob Storey)‏ هو فلاح وسياسي نيوزلندي، ولد في 16 يوليو 1936. انتخب عضو مجلس النواب النيوزيلندي.